# 1569

## Събития
- 2 октомври – Открит е остров Уейк.

## Родени
- Емилия Лание, английска поетеса

## Починали
- 9 септември – Питер Брьогел Стария, фламандски художник